# Brug van Wandre
De Brug van Wandre (Frans: Pont de Wandre) is een tuibrug in de Belgische gemeente Herstal tussen de kern van Herstal en Wandre op de rechteroever. De tuibrug is 527 meter lang en overspant de rivier de Maas en het Albertkanaal.
De eerste brug op deze locatie was een vakwerkbrug uit 1884. Deze werd bij de aanleg van het Albertkanaal vervangen door twee liggerbruggen, één over de Maas en één (Pont de l'Esperanto) over het Albertkanaal. Deze werden opgeblazen tijdens de Tweede Wereldoorlog en herbouwd in 1948. 
In de periode 1985-1987 is de brug uit 1948 vervangen door een tuibrug ontworpen door architectenbureau Greisch uit Luik. De huidige brug is in gebruik sinds 1989. De brug maakt deel uit van de gewestweg N667.